# Building the Machine
Building the Machine – ósmy album studyjny brytyjskiego muzyka Glenna Hughesa. Wydawnictwo ukazało się 25 września 2001 roku nakładem wytwórni muzycznej SPV GmbH/Steamhammer. W nagraniach, Hughesa wsparli m.in. gitarzysta JJ Marsh, perkusista Gary Ferguson oraz klawiszowiec Vince Di Cola. Gościnnie na płycie wystąpili m.in. wokalista Bobby Kimball, znany z występów w zespole Toto oraz były członek formacji The Cure – Lol Tolhurst.

## Lista utworów
Opracowano na podstawie materiału źródłowego.
| Nr  | Tytuł utworu                                  | Autorzy                                                               | Długość |
| --- | --------------------------------------------- | --------------------------------------------------------------------- | ------- |
| 1.  | „Can't Stop The Flood”                        | Glenn Hughes, JJ Marsh                                                | 4:09    |
| 2.  | „Inside”                                      | Glenn Hughes, JJ Marsh                                                | 4:51    |
| 3.  | „Out On Me”                                   | Glenn Hughes                                                          | 5:30    |
| 4.  | „I Just Want To Celebrate” (cover Rare Earth) | Dino Fekaris, Nick Zesses                                             | 3:21    |
| 5.  | „Don't Let It Slip Away”                      | Glenn Hughes, Michael Scott, JJ Marsh                                 | 4:55    |
| 6.  | „Feels Like Home”                             | Glenn Hughes, Crook                                                   | 4:36    |
| 7.  | „Highball Shooter” (cover Deep Purple)        | Glenn Hughes, David Coverdale, Ian Paice, Jon Lord, Ritchie Blackmore | 4:27    |
| 8.  | „When You Fall”                               | Glenn Hughes, JJ Marsh                                                | 4:56    |
| 9.  | „I Will Follow You”                           | Glenn Hughes, JJ Marsh                                                | 6:09    |
| 10. | „Beyond The Numb”                             | Glenn Hughes                                                          | 7:50    |
| 11. | „Big Sky”                                     | Glenn Hughes, Brett Ellis                                             | 4:38    |
|     |                                               |                                                                       | 55:22   |

## Twórcy
Opracowano na podstawie materiału źródłowego.

- Glenn Hughes – wokal prowadzący, wokal wspierający, gitara basowa, produkcja muzyczna
- Gary Ferguson – perkusja
- Grayson Sumby, Mauricio Cajueiro – asystenci inżyniera dźwięku
- Michael Scott – inżynieria dźwięku, miksowanie, produkcja muzyczna
- Cindy Tolhurst, Doug Bossi, David Tedds, Lol Tolhurst, Bobby Kimball – wokal wspierający
- JJ Marsh – gitara, wokal wspierający
- Brett Ellis – gitara
- Vince Di Cola, John Beasley – instrumenty klawiszowe
- Rainer Holst – mastering
- John Harrell – zdjęcia